# Amerikaanse Maagdeneilanden op de Olympische Winterspelen 2014
De Amerikaanse Maagdeneilanden namen deel aan de Olympische Winterspelen 2014 in Sotsji, Rusland.

## Deelnemers en resultaten
(m) = mannen, (v) = vrouwen 

### Alpineskiën
| Olympiër         | Onderdeel        | Resultaat | Prestatie                                                          |
| ---------------- | ---------------- | --------- | ------------------------------------------------------------------ |
| Jasmine Campbell | Reuzenslalom (v) | 56e       | run 1: 1:32,05 (62e) run 2: 1:33,00 (57e) totaal: 2:05,05 (+28,18) |
| Jasmine Campbell | Slalom (v)       | 43e       | run 1: 1:06,09 (50e) run 2: 1:04,28 (43e) totaal: 2:10,37 (+25,83) |